# Storfjord
69°15′22″N 19°53′17″Ø / 69.25611°N 19.88806°Ø
Storfjord kommune (samisk: Omasvuona gielda) ligger inderst i Lyngenfjorden i Troms og Finnmark fylke i Norge. Den blev selvstændig kommune i 1930, da Kåfjord og Storfjord blev skilt ud fra Lyngen kommune.

## Geografi
Kommunen har grænse til Finland og Sverige og har vejforbindelse med Finland via E8 gennem Skibotndalen. Punktet, hvor Norge, Sverige og Finland mødes, kaldes Treriksrøysa. Dette er det ene af to steder i Norge, som grænser til to andre lande.
På norsk side grænser Storfjord til Lyngen og Kåfjord kommuner i nord og til Tromsø, Balsfjord og Målselv kommuner i vest og syd.
Landskabet domineres af alpine fjelde, og det meste af kommunens areal er
udmark. Mod Lyngen går fjeldkæden Lyngsalperne delvis over i Storfjord kommune. Ellers er den karakteristiske Otertind den mest kendte fjeldtop i kommunen.
Storfjord har en norsk vejrrekord: Skibotn, skærmet af fjeldene, er det sted i Norge, som har registreret flest dage med klart vejr. Det er også et af Norges tørreste steder med en gennemsnitlig årsnedbør på kun 300 mm 
Storfjord er den sydligste kommune i regionen Nord-Troms, som sammen med Finnmark fylke blandt andet har lavere skat og egne regler vedrørende nedskriving af studielån end det øvrige land.

### Markedet på Skibotn
Skibotn havde i flere århundrer det største marked i Nord-Troms, hvor købmænd fra Norge, Sverige og Finland kom med deres varer. Markedet daterer sig muligvis tilbage til 1500-tallet eller tidligere.
I dag drives markedet videre som en handelsmesse, men fortsat med fokus på små udstillere, multinationalitet og husflidsprodukter.
Nord-Troms museum har nu et af sine hovedanlæg på området, hvor markedshandelen foregik i 1800- og 1900-tallet.
Pladsen rummede tidligere en række store og små markedsboder. To af de originale boder er bevaret, og sammen med to rekonstruerede handelsboder danner disse museumsområdet.
Derudover ligger Rasch-gården, det gamle posthus og Beck-butikken i nærheden. De er i privat eje.
Dette område giver et unikt indblik i markedshistorien, og de to bevarede boder er formentlig de eneste bygninger, som er bevaret efter markedshandelen på Nordkalotten.
Markedet blev valgt til kommunens tusenårssted, og for at markere dette er der bygget en smedje og en vippebrønd på stedet.

### Kirkehistorie og læstadianisme
Storfjord kommune er en del af Lyngen provsti. Kommunen har en kirke på Hatteng og et bedehus i Skibotn.
Menighedslivet i Storfjord har længe været præget af læstadianisme. De første prædikanter for læstadianismen kom til Skibotn i 1848, og de blev efterhånden et fast indslag på det årlige Skibotnmarked. Til trods for skepsis hos befolkningen voksede læstadianismen kraftigt og var længe den kraftigste faktor i religiøst og lokalpolitisk virke.
Læstadianerne rundt om Lyngenfjorden er i hovedsagen mere venligsindede over for
statskirken end andre steder, og Luthers tekster bruges ofte i stedet for Læstadius' tekster i dette område.

### Kommunevåben
Storfjords kommunevåben er i rødt med tre guldvalmuer . Våbnet blev godkendt 9. februar 1990, året for kommunens 60-års-jubileum. Læstadiusvalmuerne i våbnet repræsenterer i to ting; «tre stammers møde», det vil sige hvor norsk, kvensk og samisk kultur mødes og blandes sammen, og at Treriksrøysa i kommunen er stedet, hvor de tre lande Norge, Sverige og Finland mødes.
Læstadiusvalmuen, opkaldt efter botanikeren og prædikanten Lars Levi Læstadius, har fået en speciel tilknytning til kommunen og findes i grænseområderne ved Treriksrøysa.

## Personer fra Storfjord
- Leonhard Seppala († 1967)[2]
- Nils-Aslak Valkeapää, samisk kunstner († 2001)
- Bjørnar Seppola(1945-)
- Bente Pedersen (1961-), forfatter[3]